# Liste der Kulturdenkmale in Reinbek
- Karte mit allen Koordinaten:
- OSM |
- WikiMap

In der Liste der Kulturdenkmale in Reinbek sind alle Kulturdenkmale der schleswig-holsteinischen Stadt Reinbek (Kreis Stormarn) und ihrer Ortsteile aufgelistet (Stand: 14. April 2025).

## Legende
In den Spalten befinden sich folgende Informationen:
- Objekt-ID: die Nummer des Kulturdenkmales
- Lage: die Adresse des Kulturdenkmales und die geographischen Koordinaten. Kartenansicht, um Koordinaten zu setzen. In der Kartenansicht sind Kulturdenkmale ohne Koordinaten mit einem roten Marker dargestellt und können in der Karte gesetzt werden. Kulturdenkmale ohne Bild sind mit einem blauen Marker gekennzeichnet, Kulturdenkmale mit Bild mit einem grünen Marker.
- Offizielle Bezeichnung: Bezeichnung des Kulturdenkmales
- Beschreibung: die Beschreibung des Kulturdenkmales
- Bild: ein Bild des Kulturdenkmales

## Sachgesamtheiten
| Objekt-ID      | Lage                                                  | Offizielle Bezeichnung                  | Beschreibung | Bild                             |
| -------------- | ----------------------------------------------------- | --------------------------------------- | --- | -------------------------------- |
| 52695 Wikidata | Berliner Straße 4 (53° 30′ 44″ N, 10° 14′ 7″ O)       | Gemeindezentrum Nathan-Söderblom-Kirche | Gemeindezentrum Nathan-Söderblom-Kirche; 1966-1968, Architekt Friedhelm Grundmann; Ensemble aus Kirche mit Glockenturm, Gemeindehaus und umgebender Freifläche - Begründung: geschichtlich, künstlerisch, städtebaulich - Schutzumfang: Nathan-Söderblom-Kirche mit Glockenturm, Gemeindehaus, Freifläche | weitere Fotos \| Fotos hochladen |
| 38556 Wikidata | Hamburger Straße 23–25 (53° 30′ 39″ N, 10° 14′ 43″ O) | Villenensemble Westphalen               | Villenensemble Westphalen; Ende 19. Jh., 1904; Ensemble aus Villa, Kutscherhaus und großem Park. Villa (ehem. Villa Mickerts) Ende 19. mit Umbauten 1904 und 1922, zweigeschossiger Putzbau mit Turmvorbau, Walmdach sowie Lisenen- u. Rundbogengliederung. Kutscherhaus um 1904, Backsteinbau mit historisierendem Fachwerk, heute verändert. Villenpark naturalistischer Landschaftsgarten mit heimischen Laubgehölzen, Koniferen und umfangreichem Rhododendronbestand - Begründung: geschichtlich, städtebaulich - Schutzumfang: Villa (Hamburger Straße 25), Pferdestall mit Kutscherwohnung (Hamburger Straße 23), Villenpark (Hamburger Straße 23-25) | weitere Fotos \| Fotos hochladen |

## Bauliche Anlagen
| Objekt-ID      | Lage                                                     | Offizielle Bezeichnung                                     | Beschreibung | Bild                             |
| -------------- | -------------------------------------------------------- | ---------------------------------------------------------- | --- | -------------------------------- |
| 29130 Wikidata | Bahnhofstraße 3 (53° 30′ 29″ N, 10° 15′ 2″ O)            | Wohn- und Geschäftshaus H. Rathmann                        | Wohn- und Geschäftshaus; um 1930; zweigeschossiger Backsteinbau mit Satteldach und durch zweifache Abstufung betonte Giebel, Fassadengliederung durch Gesimse, im Erdgeschoss Ladenzone mit zwei Ladentüren mit Oberlicht und Laterne und schmalen Wandflächen mit Bänderung - Begründung: geschichtlich, städtebaulich - Schutzumfang: Wohn- und Geschäftshaus H. Rathmann, - Denkmaltyp: Bauliche Anlage                                                                                       | weitere Fotos \| Fotos hochladen |
| 43798 Wikidata | Bahnhofstraße 15 (53° 30′ 34″ N, 10° 15′ 4″ O)           | Fürst-Bismarck-Apotheke                                    | Fürst-Bismarck-Apotheke; 1890, umgebaut 1926 Architekturbüro Jacob & Ameis; gestaltete Schaufront der Apotheke, Verkaufsraum mit Stuckdecke, Steinfußboden; historische Ausstattung - Begründung: geschichtlich, künstlerisch, städtebaulich - Schutzumfang: Fürst-Bismarck-Apotheke, - Denkmaltyp: Bauliche Anlage | weitere Fotos \| Fotos hochladen |
| 22318 Wikidata | Bahnsenallee 16 (53° 30′ 26″ N, 10° 15′ 26″ O)           | Ehemalige Villa Ertel                                      | Alteintragung (Aktualisierung vorgesehen) - Begründung: Alteintragung (Aktualisierung vorgesehen) - Schutzumfang: Alteintragung (Aktualisierung vorgesehen) - Denkmaltyp: Bauliche Anlage | weitere Fotos \| Fotos hochladen |
| 44605 Wikidata | Berliner Straße 4 (53° 30′ 44″ N, 10° 14′ 9″ O)          | Nathan-Söderblom-Kirche                                    | Nathan-Söderblom-Kirche; 1966-1967, Architekt Friedhelm Grundmann; kubischer, nahezu fensterloser Bau mit Verkleidung aus roten Backsteinen, mit freistehendem Glockenturm - Begründung: geschichtlich, künstlerisch, städtebaulich - Schutzumfang: Nathan-Söderblom-Kirche, Glockenturm - Denkmaltyp: Bauliche Anlage, Sachgesamtheit: Gemeindezentrum Nathan-Söderblom-Kirche | weitere Fotos \| Fotos hochladen |
| 54191 Wikidata | Bernhard-Ihnen-Straße 2 a (53° 31′ 19″ N, 10° 15′ 43″ O) | Villa                                                      | Villa; 1903, Architekt Hugo Groothoff, Umgestaltung 1923 durch Erich Elingius und Gottfried Schramm; eingeschossiger Putzbau über Sockelgeschoss unter ausgebautem Satteldach in Schifferdeckung, asymmetrische Fenstergliederung, Eingangsportal mit Säulenportikus, Holzveranda - Begründung: geschichtlich, künstlerisch - Schutzumfang: Villa, Kleinviehstall - Denkmaltyp: Bauliche Anlage                                                                                                  | BW                               |
| 10198 Wikidata | Goetheallee 3 (53° 31′ 14″ N, 10° 15′ 30″ O)             | Ehemaliges Victor-Gollancz-Haus, ehemalige Villa Dobbertin | Alteintragung (Aktualisierung vorgesehen) - Begründung: künstlerisch, städtebaulich - Schutzumfang: Victor-Gollancz-Haus, Villengarten, Teehügel, Laubengang (Linde) - Denkmaltyp: Bauliche Anlage | Fotos hochladen                  |
| 13440 Wikidata | Hamburger Straße 17 (53° 30′ 36″ N, 10° 14′ 52″ O)       | Rowohlt-Verlagsgebäude                                     | Ehemaliges Rowohlt-Verlagsgebäude; Alteintragung (Aktualisierung vorgesehen) - Begründung: geschichtlich, künstlerisch, städtebaulich - Schutzumfang: gesamtes Objekt - Denkmaltyp: Bauliche Anlage | weitere Fotos \| Fotos hochladen |
| 36926 Wikidata | Hamburger Straße 25 (53° 30′ 39″ N, 10° 14′ 40″ O)       | Wohnhaus, Villa                                            | Villa, ehem. Wohnhaus Mickerts; Ende 19. Jh., 1904; zweigeschossiger Putzbau, kubischer additiv erweiterter Baukörper mit Walmdach und strenger Lisenen- und Profilgliederung, straßenseitiger turmartiger Anbau vermutlich 1904, gartenseitig hölzerne Veranda, im Innern qualitätvolle Ausstattung (Farbverglasung, Terrazzo, Stuckierung) - Begründung: geschichtlich, städtebaulich - Schutzumfang: gesamtes Objekt - Denkmaltyp: Bauliche Anlage, Sachgesamtheit: Villenensemble Westphalen | Fotos hochladen                  |
| 37064 Wikidata | Hamburger Straße 29 (53° 30′ 39″ N, 10° 14′ 36″ O)       | Wohnhaus                                                   | Wohnhaus; 1892; Eckgebäude, zweigeschossiger Putzbau mit abgeschrägten Ecken über Sockelgeschoss unter Dachlandschaft in Schifferdeckung; straßenseitig Wintergarten und Loggia aus Holz sowie Freigespärre, rückwärtig Balkon - Begründung: geschichtlich, städtebaulich - Schutzumfang: Wohnhaus, - Denkmaltyp: Bauliche Anlage | BW                               |
| 45640 Wikidata | Klosterbergenstraße 4 (53° 30′ 45″ N, 10° 14′ 58″ O)     | Ehemaliges Spritzenhaus                                    | Ehemaliges Spritzenhaus; 1892, C. Ohl; zweigeschossiger Putzbau mit flachem, ursprünglich schiefergedecktem Satteldach und Schlauchturm, hangseitig eingetieftes Erdgeschoss in Backstein mit vier Zufahrtstoren - Begründung: geschichtlich, städtebaulich, Kulturlandschaft prägend - Schutzumfang: gesamtes Objekt - Denkmaltyp: Bauliche Anlage | Fotos hochladen                  |
| 8816 Wikidata  | Klosterbergenstraße 28A (53° 30′ 48″ N, 10° 14′ 39″ O)   | Mausoleum Schramm/Tiefenbacher                             | Mausoleum; 1889, Bauherrin Emilia Schramm; Zentralbau über griechischem Kreuz mit Apsis im Osten unter Metalldächern und Laterne, gestreiftes Backsteinmauerwerk, Rundbogeneinfassung der Eingangstür mit Spruch, Strebepfeiler, Bleiglasfenster - Begründung: geschichtlich, künstlerisch, städtebaulich - Schutzumfang: Mausoleum Schramm/Tiefenbacher, - Denkmaltyp: Bauliche Anlage | weitere Fotos \| Fotos hochladen |
| 8982 Wikidata  | Klosterbergenstraße (53° 30′ 53″ N, 10° 14′ 37″ O)       | Friedhofskapelle                                           | Die Kapelle wurde im Jahr 1930 im expressionistischen Stil erbaut. Alteintragung (Aktualisierung vorgesehen) - Begründung: geschichtlich, künstlerisch, städtebaulich - Schutzumfang: Alteintragung (Aktualisierung vorgesehen) - Denkmaltyp: Bauliche Anlage | weitere Fotos \| Fotos hochladen |
| 3766 Wikidata  | Königstraße 3 (53° 31′ 53″ N, 10° 15′ 2″ O)              | Fachhallenkate                                             | Alteintragung (Aktualisierung vorgesehen) - Begründung: Alteintragung (Aktualisierung vorgesehen) - Schutzumfang: Alteintragung (Aktualisierung vorgesehen) - Denkmaltyp: Bauliche Anlage | Fotos hochladen                  |
| 4431 Wikidata  | Kreisstraße 27 (53° 32′ 44″ N, 10° 17′ 22″ O)            | Straße zwischen Ohe und Sachsenwaldau                      | Alteintragung (Aktualisierung vorgesehen) - Begründung: geschichtlich, Kulturlandschaft prägend - Schutzumfang: gesamtes Objekt - Denkmaltyp: Bauliche Anlage | Fotos hochladen                  |
| 3765 Wikidata  | Sachsenwaldstraße (53° 31′ 49″ N, 10° 17′ 35″ O)         | Bismarcksäule                                              | Alteintragung (Aktualisierung vorgesehen) - Begründung: geschichtlich, künstlerisch - Schutzumfang: gesamtes Objekt - Denkmaltyp: Bauliche Anlage | weitere Fotos \| Fotos hochladen |
| 32974 Wikidata | Schloßstraße 4 (53° 30′ 25″ N, 10° 15′ 8″ O)             | Museum Rade                                                | Museum Rade; Ende 19. Jh., ehem. Wohnhaus, 1987 bis 2017 Museum (Sammlung Rolf Italiaaner); zwei- bis dreigeschossiger geputzter Massivbau mit flachem Walmdach auf kreuzförmigen Grundriss, Erker mit kleiner Dachterrasse nach Norden, am Ufer der Bille in direkter Blickachse zum Schloss gelegen - Begründung: geschichtlich, städtebaulich - Schutzumfang: Museum Rade, - Denkmaltyp: Bauliche Anlage                                                                                      | Fotos hochladen                  |
| 1276 Wikidata  | Schloßstraße 5 (53° 30′ 26″ N, 10° 15′ 15″ O)            | Schloss Reinbek                                            | Das Schloss Reinbek wurde als eine der Nebenresidenzen des herzoglichen Hauses Schleswig-Holstein-Gottorf im 16. Jahrhundert errichtet. Alteintragung (Aktualisierung vorgesehen) - Begründung: Alteintragung (Aktualisierung vorgesehen) - Schutzumfang: Alteintragung (Aktualisierung vorgesehen) - Denkmaltyp: Bauliche Anlage | weitere Fotos \| Fotos hochladen |
| 31453 Wikidata | Schloßstraße 5 (53° 30′ 28″ N, 10° 15′ 15″ O)            | Sandstein-Obelisk August von Hobe                          | Alteintragung (Aktualisierung vorgesehen) - Begründung: Alteintragung (Aktualisierung vorgesehen) - Schutzumfang: Alteintragung (Aktualisierung vorgesehen) - Denkmaltyp: Bauliche Anlage | weitere Fotos \| Fotos hochladen |
| 3601 Wikidata  | Schloßstraße (53° 30′ 24″ N, 10° 15′ 9″ O)               | Brücke beim ehemaligen Mühlenwehr                          | Alteintragung (Aktualisierung vorgesehen) - Begründung: Alteintragung (Aktualisierung vorgesehen) - Schutzumfang: Alteintragung (Aktualisierung vorgesehen) - Denkmaltyp: Bauliche Anlage | weitere Fotos \| Fotos hochladen |
| 54016 Wikidata | Schönningstedter Straße 5 (53° 30′ 48″ N, 10° 15′ 10″ O) | Wohnhaus                                                   | Wohnhaus; 1896; zweigeschossiger Putzbau mit Satteldach, repräsentative Straßenfront mit reicher Stuckierung, Veranda mit darüberliegendem Balkon mit gusseisernen Stützen und Geländern, mit Einfriedung - Begründung: geschichtlich, städtebaulich - Schutzumfang: Wohnhaus, Einfriedung - Denkmaltyp: Bauliche Anlage | BW                               |
| 928 Wikidata   | Schönningstedter Straße 7 (53° 30′ 49″ N, 10° 15′ 11″ O) | Kirche St. Maria Magdalena                                 | Die Grundsteinlegung der neugotischen Saalkirche fand im Jahr 1900 statt. Ein Jahr später wurde die Kirche eingeweiht. Architekt war Hugo Groothoff. Alteintragung (Aktualisierung vorgesehen) - Begründung: geschichtlich, künstlerisch, städtebaulich - Schutzumfang: Kirche St. Maria Magdalena mit Ausstattung, zwei Granitpfeiler (Lampenträger), Nebengebäude - Denkmaltyp: Bauliche Anlage                                                                                                | weitere Fotos \| Fotos hochladen |
| 3602 Wikidata  | Schulstraße 17–19 (53° 30′ 53″ N, 10° 14′ 56″ O)         | Sachsenwaldschule mit Turnhalle und Rektorhaus             | Alteintragung (Aktualisierung vorgesehen) - Begründung: Alteintragung (Aktualisierung vorgesehen) - Schutzumfang: Alteintragung (Aktualisierung vorgesehen) - Denkmaltyp: Bauliche Anlage | weitere Fotos \| Fotos hochladen |
| 5238 Wikidata  | Schulstraße 21 (53° 30′ 54″ N, 10° 14′ 55″ O)            | Lehrerhaus                                                 | Alteintragung (Aktualisierung vorgesehen) - Begründung: Alteintragung (Aktualisierung vorgesehen) - Schutzumfang: Alteintragung (Aktualisierung vorgesehen) - Denkmaltyp: Bauliche Anlage | Fotos hochladen                  |
| 5239 Wikidata  | Schulstraße 23 (53° 30′ 54″ N, 10° 14′ 55″ O)            | Lehrerhaus                                                 | Alteintragung (Aktualisierung vorgesehen) - Begründung: Alteintragung (Aktualisierung vorgesehen) - Schutzumfang: Alteintragung (Aktualisierung vorgesehen) - Denkmaltyp: Bauliche Anlage | Fotos hochladen                  |
| 5240 Wikidata  | Schulstraße 24 (53° 30′ 55″ N, 10° 14′ 56″ O)            | Lehrerhaus                                                 | Alteintragung (Aktualisierung vorgesehen) - Begründung: Alteintragung (Aktualisierung vorgesehen) - Schutzumfang: Alteintragung (Aktualisierung vorgesehen) - Denkmaltyp: Bauliche Anlage | Fotos hochladen                  |
| 13441 Wikidata | Völckers Park 10 (53° 30′ 35″ N, 10° 14′ 57″ O)          | Villa                                                      | Villa, sog. Bäckerschule; Ende 19. Jh. für den Kaufmann Adolph Soermann; zweigeschossiger, repräsentativer Putzbau mit ausgebautem Walmdach, achteckigem Turm und eingeschossigem Wintergartenanbau, historische Ausstattung - Begründung: geschichtlich, künstlerisch, städtebaulich, Kulturlandschaft prägend - Schutzumfang: gesamtes Objekt - Denkmaltyp: Bauliche Anlage | weitere Fotos \| Fotos hochladen |
| 13526 Wikidata | Völckers Park 11 (53° 30′ 34″ N, 10° 14′ 54″ O)          | Rowohlt-Verlagsgebäude                                     | ehemaliges Verlagsgebäude des Rowohlt-Verlags; Alteintragung (Aktualisierung vorgesehen) - Begründung: geschichtlich, künstlerisch, städtebaulich - Schutzumfang: gesamtes Objekt - Denkmaltyp: Bauliche Anlage | weitere Fotos \| Fotos hochladen |
| 9574 Wikidata  | Waldstraße 6 (53° 30′ 41″ N, 10° 15′ 31″ O)              | Villa Tiefenbacher                                         | Alteintragung (Aktualisierung vorgesehen) - Begründung: Alteintragung (Aktualisierung vorgesehen) - Schutzumfang: Alteintragung (Aktualisierung vorgesehen) - Denkmaltyp: Bauliche Anlage | weitere Fotos \| Fotos hochladen |

## Gründenkmale
| Objekt-ID      | Lage                                          | Offizielle Bezeichnung | Beschreibung | Bild                             |
| -------------- | --------------------------------------------- | ---------------------- | --- | -------------------------------- |
| 44609          | Dorfstraße (53° 31′ 52″ N, 10° 15′ 14″ O)     | Friedenseiche          | Friedenseiche mit Gedenksteinen für die Gefallenen beider Weltkriege sowie Einfriedung an der Straßenkreuzung Dorfstraße/Am Salteich - Schutzumfang: Friedenseiche, Gedenkstein 1871, Ehrenmal für die Gefallenen des Ersten Weltkrieges, Ehrenmal für die Gefallenen des Zweiten Weltkrieges - Begründung: Geschichtlich, Städtebaulich | Fotos hochladen                  |
| 13681 Wikidata | Schloßstraße 5 (53° 30′ 27″ N, 10° 15′ 16″ O) | Schlosspark            | Alteintragung (Aktualisierung vorgesehen) - Begründung: geschichtlich, künstlerisch, städtebaulich, Kulturlandschaft prägend - Schutzumfang: Schlosspark, geschnittene Lindenallee, Zufahrtsallee (Linden), Wasserbecken - Denkmaltyp: Gründenkmal                                                                                       | weitere Fotos \| Fotos hochladen |